# Club Atlético River Plate 1942
Questa voce raccoglie le informazioni riguardanti il Club Atlético River Plate nelle competizioni ufficiali della stagione 1942.

## Stagione
Il River iniziò il campionato con tre vittorie consecutive; nel prosieguo del torneo, furono numerose le vittorie con ampio margine (come ad esempio quella in casa del Chacarita Juniors per 6-2 e diversi 4-0). Il primo posto definitivo e il titolo di campione d'Argentina arrivò con il 2-2 del Superclásico firmato da Gandulla per il Boca e da Pedernera per il River. La compagine di Núñez registrò miglior attacco e miglior difesa, con 79 gol fatti e 37 subiti.

## Maglie e sponsor
| Casa | Trasferta |

## Rosa
| N. |                      | Ruolo | Calciatore            |
| -- | -------------------- | ----- | --------------------- |
|    | Uruguay (bandiera)   | P     | Julio Barrios         |
|    | Argentina (bandiera) | P     | Sebastián Sirni       |
|    | Argentina (bandiera) | P     | Alberto Vouillat      |
|    | Argentina (bandiera) | D     | Oscar Basso           |
|    | Uruguay (bandiera)   | D     | Avelino Cadilla       |
|    | Argentina (bandiera) | D     | Luis Antonio Ferreyra |
|    | Argentina (bandiera) | D     | Santiago Kelly        |
|    | Argentina (bandiera) | D     | José Oscar Pérez      |
|    | Argentina (bandiera) | D     | Ricardo Vaghi         |
|    | Argentina (bandiera) | D     | Norberto Yácono       |
|    | Argentina (bandiera) | C     | Armando Díaz          |
|    | Argentina (bandiera) | C     | José Ramos            |
|    | Argentina (bandiera) | C     | Bruno Rodolfi         |

| N. |                      | Ruolo | Calciatore            |
| -- | -------------------- | ----- | --------------------- |
|    | Argentina (bandiera) | C     | Fernando Sánchez      |
|    | Argentina (bandiera) | C     | Eusebio Videla        |
|    | Argentina (bandiera) | A     | Roberto Aballay       |
|    | Argentina (bandiera) | A     | Roberto D'Alessandro  |
|    | Argentina (bandiera) | A     | Aristóbulo Deambrossi |
|    | Argentina (bandiera) | A     | Ángel Labruna         |
|    | Argentina (bandiera) | A     | Alberto Gallo         |
|    | Argentina (bandiera) | A     | Hugo Giorgi           |
|    | Argentina (bandiera) | A     | Félix Loustau         |
|    | Argentina (bandiera) | A     | José Manuel Moreno    |
|    | Argentina (bandiera) | A     | Juan Carlos Muñoz     |
|    | Argentina (bandiera) | A     | Adolfo Pedernera      |

## Statistiche

### Statistiche di squadra
| Competizione | Punti | Totale | Totale | Totale | Totale | Totale | Totale | DR  |
| Competizione | Punti | G      | V      | N      | P      | Gf     | Gs     | DR  |
| ------------ | ----- | ------ | ------ | ------ | ------ | ------ | ------ | --- |
| PD           | 46    | 30     | 20     | 6      | 4      | 79     | 37     | +42 |
| Totale       | -     |        |        |        |        |        |        | -   |